# Scymnus marginicollis
Scymnus marginicollis är en skalbaggsart som beskrevs av Mannerheim 1843. Scymnus marginicollis ingår i släktet Scymnus och familjen nyckelpigor. Inga underarter finns listade i Catalogue of Life.